# Paul Höfer (Pokerspieler)
Paul Jürgen Höfer (* 24. Mai 1991) ist ein deutscher Pokerspieler. Er gewann 2015 ein Bracelet bei der World Series of Poker.

## Pokerkarriere
Höfer stammt aus Leipzig und lebt in Wien. Er spielt auf der Onlinepoker-Plattform PokerStars unter dem Nickname _pauL€FauL_.
Seine erste Geldplatzierung bei einem Live-Turnier erzielte Höfer Mitte Juni 2010 in Wien. Im Juni 2015 war er erstmals bei der World Series of Poker (WSOP) im Rio All-Suite Hotel and Casino am Las Vegas Strip erfolgreich. Nachdem er sich bereits dreimal in den Geldrängen platzieren konnte, gewann er am 3. Juli 2015 das Little One for One Drop mit einem Buy-in von 1111 US-Dollar. Dafür setzte er sich gegen 4554 andere Spieler durch und gewann ein Bracelet sowie ein Preisgeld in Höhe von knapp 650.000 US-Dollar. Bei der WSOP 2016 erreichte Höfer zum ersten Mal im Main Event die Geldränge und beendete das Turnier auf dem 43. Platz für rund 175.000 US-Dollar. Mitte Juli 2017 wurde er beim Deepstack Extravaganza im Venetian Resort Hotel am Las Vegas Strip Zweiter und erhielt aufgrund eines Deals mit zwei anderen Spielern knapp 400.000 US-Dollar Preisgeld. Seitdem blieben größere Turniererfolge aus.
Insgesamt hat sich Höfer mit Poker bei Live-Turnieren mindestens knapp 2,5 Millionen US-Dollar erspielt.